# Hoya (botánica)
Hoya es un género de 200 a 300 especies de plantas trepadoras  tropicales de la familia Apocynaceae. El nombre común para éstas es el de planta de cera, parra de cera, flor de cera o simplemente hoya. Este género lo describió y nombró el botánico  Robert Brown, en honor de su amigo  botánico Thomas Hoy.

## Descripción
Estas especies son parras trepadoras o arbustos perennes de 11 a 10 m de altura (o más si encuentran un buen soporte). Tienen hojas simples opuestas de entre 5 a 30 cm de largo generalmente suculentas y en muchas especies están moteadas con pequeñas manchas irregulares de color plateado. Las flores surgen en ramilletes umbelados axilares en el ápice de pedúnculos de 2-3 cm con sucesivos racimos florales que se desarrollan secuencialmente en cada uno. Estos pedúnculos son 2 a 3 cm más largos en cada floración y al final pueden llegar a medir 7 cm o más. Cada flor tiene alrededor de 1 cm de diámetro, con cinco gruesos pétalos cerosos de forma triangular; la gama de colores abarca del blanco al rosa o amarillo. Tienen una fragancia dulce y producen abundante néctar.

## Distribución y hábitat

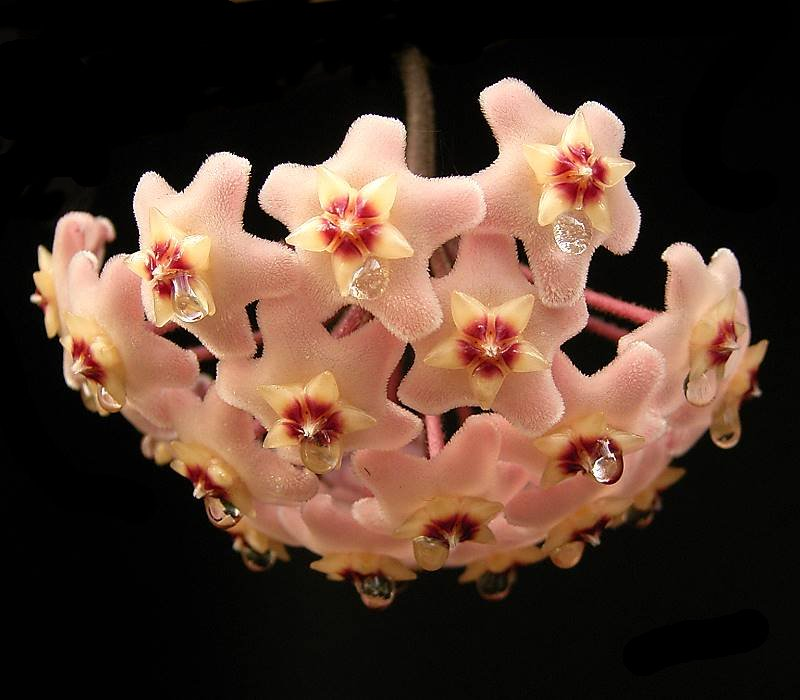
Inflorescencia de Hoya carnosa

Estas plantas se encuentran ampliamente distribuidas desde la India al Sur de China, pero también las hay, en Australia y Polinesia.

## Cultivo y usos
Muchas de las especies son populares plantas de interior de zonas cálidas, (en especial Hoya carnosa), que se cultiva por sus atractivas hojas y sus flores fuertemente perfumadas. Se han seleccionado numerosos cultivares solo para su uso en jardinería. Las hoyas crecen bien en el interior, requieren luminosidad pero no sol directo, aunque toleran la escasez de luz esto va en detrimento de la rapidez de  crecimiento y la floración. Se suelen encontrar fácilmente en viveros, incluso algunos cultivares de Hoya carnosa (Krimson Queen, Hindu Rope − compacta), H. pubicalyx (a menudo confundida con H. carnosa) y H. kerrii.  

## Curiosidades
La Hoya es la mascota de la Universidad de Georgetown. Hace unos años, estudiantes con conocimientos de lenguas clásicas, se inventaron un cántico con un vocablo mixto de griego y latín  el Hoya Saxa, significando burdamente Que Rocas, en referencia tanto a la robusta defensa del equipo de fútbol, como al muro de piedra que rodea el campus. (Hoia significa en griego  que, y saxa es en latín para rocas).[cita requerida]